# Justicia johorensis
Justicia johorensis är en akantusväxtart som beskrevs av J. Sincl.. Justicia johorensis ingår i släktet Justicia och familjen akantusväxter. Inga underarter finns listade i Catalogue of Life.